# Baron Waqa
Baron Divavesi Waqa (Boe, 31 dicembre 1959) è un politico nauruano, presidente di Nauru dall'11 giugno 2013 al 27 agosto 2019.

## Biografia
È accusato di aver promosso una politica antidemocratica. È stato oggetto di un'indagine per corruzione.